# RMS Trent
Pour les articles homonymes, voir Trent.
Le RMS Trent est un bateau à vapeur britannique transporteur de courrier, construit en 1841 par William Pitcher de Northfleet pour la Royal Mail Steam Packet Company. 
Le Trent a un tonnage de 1 856 tonnes et peut embarquer 60 passagers. Originellement, il sert au transport transatlantique avant d’être réquisitionné par le gouvernement britannique pour la guerre de Crimée en 1854 comme transporteur de troupes. Pendant cette période, il convoie 1 180 hommes et plusieurs chevaux à Istanbul, puis remorque jusqu’à 70 navires entre Istanbul et Malte. En 1856, le Trent retourne au service civil.
Son arraisonnement par l'USS San Jacinto de l'U.S. Navy en novembre 1861 provoquera l'affaire du Trent, qui conduira quasiment à la guerre entre le Royaume-Uni et les États-Unis d'Amérique.
Le Trent sera finalement mis en cale sèche et retiré en 1865.